# 大胆MAP
『大胆MAP』（だいたんマップ）は、テレビ朝日で2007年から2009年まで放送されていたバラエティ番組である。

## 概要
2006年10月に『ネオネオバラエティ』月曜版で始まった『快感MAP』を前身とする。コーディネーターと呼ばれる準レギュラーが特定のテーマに沿った地図を作り、その地図への掲載を求める交渉という名目である場所や人物などロケ取材に出かける。その模様を収めたVTRをスタジオで久本と取材をしなかったコーディネーターのうちの1〜2組が見守る中、取材を担当したコーディネーターがプレゼンをするというものである。
『快感MAP』の姉妹番組として、2007年4月より『ドスペ2』枠、『日曜ワイド』枠で不定期に始まったのが『大胆MAP』である。内容は、『快感MAP』と同じだが、『快感MAP』との違いとしてロケを担当する出演者がコーディネーターと名乗らず調査員と名乗ること、そしてその取材した内容が審査され「保存」か「削除」かが決められることなどの違いがある。
2007年9月22日に放送した、アニメの声優をテーマにしたゴールデンタイムの2時間スペシャルが17.7%（ビデオリサーチ関東地区調べ）の高視聴率だったことを受け、2008年1月20日よりゴールデンタイムに進出することが決まった。初回は2時間スペシャルで、アニメの声優、および単発で好評だった「気になる仕事の月給」調査の2本をテーマにして放送した。初回視聴率は14.0%だったが、2回目は8.7%と一桁に落ち込み、以後は7%前後で推移し低迷が続いていた。2008年6月8日放送では競合番組『ザ!鉄腕!DASH!!』（日本テレビ系）が『Touch! eco 2008 明日のために…55の挑戦?スペシャル』放送に伴い休止したため、2桁を記録したが、12月7日放送分で4.4%という明け方の番組並みの低視聴率を記録した。その後、2009年2月22日放送分をもって打ち切りが決定した。
2008年4月6日放送の「顔を見てみたいアニメキャラクター30人全部見せちゃうよ!春の撮れたて新作SP」以降は新規の顔出し交渉は、同年5月4日放送の「全国気になるお仕事50種の年収あいうえお順に全部見せますSP」からは様々な仕事の内容（就きたい仕事、転職したい仕事など）と年収、10月には「スゴ技グランプリ」の紹介と番組内容が変更。レギュラー出演者も久本・濱口・タカトシの4人、進行もタカトシの2人になった。さらに、11月からは「人気アニメの衝撃シーン すべて見せます!お宝映像グランプリ」などの特番を除いて「漢字検定勝ち抜きサバイバル」を行ったりと、交渉とは無関係な企画が増え、深夜時代のコンセプト（外国での日本製アニメの相違点特集など）と内容がかけはなれていった。
2009年1月11日の2時間SP「人気アニメ・ヒット歌手・懐かしCMあの気になる人たちの顔 全部見せちゃうぞSP」では声優や元アイドルなどの顔出し企画が放送されたが、ほとんどは過去の放送で取り上げた人物で構成されていた。

## 出演者

### MC
- 久本雅美 - MC。
- 濱口優（よゐこ）- MC兼調査員。ゴールデンのレギュラーより出演。
- タカアンドトシ - MC兼調査員。『快感MAP』ではコーディネーターを担当。

### 調査員
- 西川史子
- 竹山隆範
- にしおかすみこ
- 柳原可奈子
- 大木優紀（テレビ朝日アナウンサー）

### ナレーション
- 垂木勉

## ネット局
| 放送対象地域   | 放送局                   | 系列           | 放送日時           | ネット状況 |
| -------------- | ------------------------ | -------------- | ------------------ | ---------- |
| 関東広域圏     | テレビ朝日（EX）         | テレビ朝日系列 | 日曜 19:00 - 19:58 | 【制作局】 |
| 北海道         | 北海道テレビ（HTB）      | テレビ朝日系列 | 日曜 19:00 - 19:58 | 同時ネット |
| 青森県         | 青森朝日放送（ABA）      | テレビ朝日系列 | 日曜 19:00 - 19:58 | 同時ネット |
| 岩手県         | 岩手朝日テレビ（IAT）    | テレビ朝日系列 | 日曜 19:00 - 19:58 | 同時ネット |
| 宮城県         | 東日本放送（KHB）        | テレビ朝日系列 | 日曜 19:00 - 19:58 | 同時ネット |
| 秋田県         | 秋田朝日放送（AAB）      | テレビ朝日系列 | 日曜 19:00 - 19:58 | 同時ネット |
| 山形県         | 山形テレビ（YTS）        | テレビ朝日系列 | 日曜 19:00 - 19:58 | 同時ネット |
| 福島県         | 福島放送（KFB）          | テレビ朝日系列 | 日曜 19:00 - 19:58 | 同時ネット |
| 長野県         | 長野朝日放送（abn）      | テレビ朝日系列 | 日曜 19:00 - 19:58 | 同時ネット |
| 新潟県         | 新潟テレビ21（UX）       | テレビ朝日系列 | 日曜 19:00 - 19:58 | 同時ネット |
| 静岡県         | 静岡朝日テレビ（SATV）   | テレビ朝日系列 | 日曜 19:00 - 19:58 | 同時ネット |
| 石川県         | 北陸朝日放送（HAB）      | テレビ朝日系列 | 日曜 19:00 - 19:58 | 同時ネット |
| 中京広域圏     | メ〜テレ（NBN）          | テレビ朝日系列 | 日曜 19:00 - 19:58 | 同時ネット |
| 近畿広域圏     | 朝日放送（ABC）          | テレビ朝日系列 | 日曜 19:00 - 19:58 | 同時ネット |
| 広島県         | 広島ホームテレビ（HOME） | テレビ朝日系列 | 日曜 19:00 - 19:58 | 同時ネット |
| 山口県         | 山口朝日放送（yab）      | テレビ朝日系列 | 日曜 19:00 - 19:58 | 同時ネット |
| 香川県・岡山県 | 瀬戸内海放送（KSB）      | テレビ朝日系列 | 日曜 19:00 - 19:58 | 同時ネット |
| 愛媛県         | 愛媛朝日テレビ（eat）    | テレビ朝日系列 | 日曜 19:00 - 19:58 | 同時ネット |
| 福岡県         | 九州朝日放送（KBC）      | テレビ朝日系列 | 日曜 19:00 - 19:58 | 同時ネット |
| 長崎県         | 長崎文化放送（NCC）      | テレビ朝日系列 | 日曜 19:00 - 19:58 | 同時ネット |
| 熊本県         | 熊本朝日放送（KAB）      | テレビ朝日系列 | 日曜 19:00 - 19:58 | 同時ネット |
| 大分県         | 大分朝日放送（OAB）      | テレビ朝日系列 | 日曜 19:00 - 19:58 | 同時ネット |
| 鹿児島県       | 鹿児島放送（KKB）        | テレビ朝日系列 | 日曜 19:00 - 19:58 | 同時ネット |
| 沖縄県         | 琉球朝日放送（QAB）      | テレビ朝日系列 | 日曜 19:00 - 19:58 | 同時ネット |

## スタッフ
- 企画：平城隆司
- 構成：鈴木おさむ、樋口卓治、佐藤俊明
- 技術協力：テイクシステムズ、IMAGICA
- 編成：松瀬俊一郎、岩崎浩
- プロデューサー：中野光春、甲斐候一
- プロデューサー・演出：奥川晃弘
- チーフプロデューサー：河口勇治
- 制作著作：テレビ朝日

## 問題
ランキング自体が、｢ゲストの事前アンケート（複数回答可）を基にして決定｣と番組内で明かしているため、視聴者の意見が反映されていない内容になっていることが多い。実際、視聴者からのアンケートを基にランキングが決定されることは無かった。
また、声優個人のポリシーやスケジュールの問題などの理由により取材拒否・取材断念というケースがあるため、番組のサブタイトル「人気アニメキャラクターの顔やってる人全部見せます」と異なり、顔出しが全くない声優も何人かいた（林原めぐみ、高山みなみ、大谷育江など）。その他取材過程において緒方恵美のライブの進行を阻害するトラブルが発生したほか、しつこく強引な取材方法に関して三村マサカズ（さまぁ〜ず）は、レポーターを務める芸人の礼節を欠いた態度を『さまぁ〜ず×さまぁ〜ず』で批判している。